# The Sentinel (videojuego)
The Sentinel es un videojuego de acción y estrategia lanzado en 1986, programado inicialmente por Geoff Crammond y comercializado por Firebird para BBC Micro y posteriormente publicado para Commodore 64, Amstrad CPC, ZX Spectrum, Atari ST, Amiga y PC. El juego se presenta desde una perspectiva tridimensional sólida en primera persona, cosa no habitual en los ordenadores domésticos de la época. Las versiones para C64 y ZX Spectrum recibieron críticas muy positivas por su originalidad y calidad, en las revistas Zzap64 y CRASH. Fue comercializado en EE. UU. con el nombre de The Sentry.
La versión para PC soporta VGA con 256 colores; la versión de Amiga cuenta con una banda sonora creada por David Whittaker.